# Mariner 10
Mariner 10 was een Amerikaanse onbemande ruimtevlucht naar de planeten Venus en Mercurius uit 1973 en onderdeel van het Marinerprogramma.
Deze sonde was het eerste ruimtevaartuig dat twee planeten bezocht en de eerste van slechts drie ruimtemissies die ooit Mercurius onderzochten (de anderen waren Messenger en BepiColombo). Het was tevens de eerste die gebruik maakte van de zwaartekracht van een andere planeet om zijn baan te wijzigen; ook was deze vlucht de eerste die terugkeerde naar zijn oorspronkelijke doel na het voorbijvliegen. Bovendien was het de eerste sonde die de zonnewind gebruikte voor het oplossen van problemen met het oriëntatiesysteem. De Mariner 10 deed Venus aan op weg naar zijn einddoel en zou Mercurius uiteindelijk driemaal voorbijvliegen, voordat zijn brandstof op was.
De astronomen hadden tot deze vlucht slechts vrij beperkte kennis over Mercurius. Door de grote afstand tot de aarde konden zij met hun telescopen slechts details waarnemen van 300 km grootte. De foto's van Mariner 10 lieten details zien van 100 m.

## Planning
De planning van de missie begon in december 1969. Deze laatste vlucht uit het Marinerprogramma kostte de Amerikaanse belastingbetaler 100 miljoen dollar. Deze ruimtevlucht moest tegen zo laag mogelijke kosten zo veel mogelijk wetenschappelijk profijt opleveren.

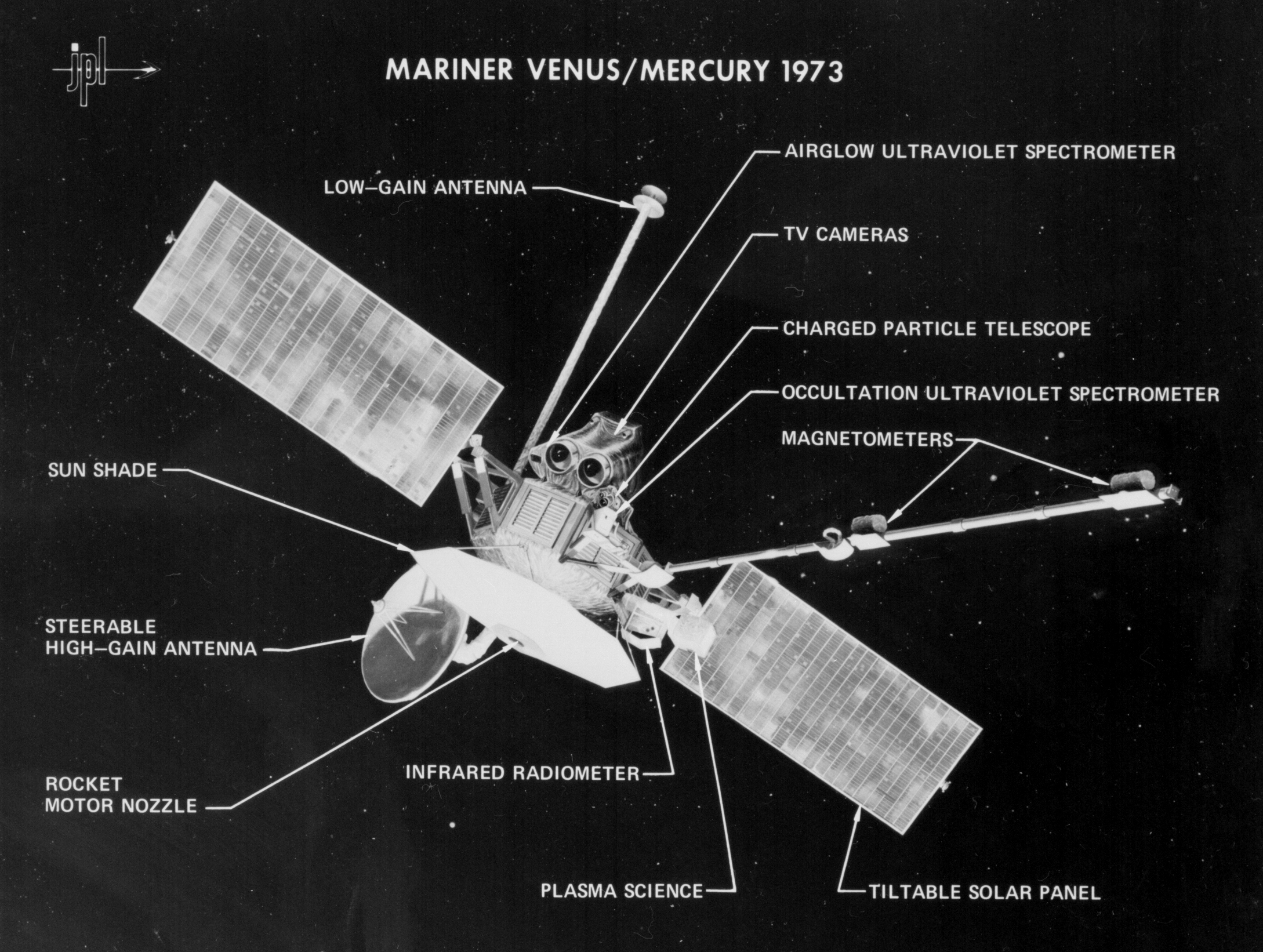
Schema van Mariner 10

Een "standaard" Marinersonde voldeed niet, aangezien door het gekozen vluchtdoel de wetten der natuurkunde zich lieten gelden. De verkenner had in vergelijking met zijn voorgangers zowel een krachtigere motor als meer brandstof nodig. De hoeveelheid brandstof voor de standregeling ging van 2,45 naar 3,62 kg. Een krachtigere motor met een grotere brandstoftank (ook gebruikt voor Pioneer 10 en 11) verhoogde de maximale versnelling van 56 naar 122 m/s².
Ook de zonnepanelen behoefden enige aanpassingen. De vaste hoek van 60° wijzigde NASA in een variabele hoek tussen 0 en 76°. Verder konden ze in de lengteas van de sonde worden weggedraaid om oververhitting te voorkomen. Bijkomend voordeel hiervan was, dat de standregelraketjes aan de uiteinden van de panelen konden worden bevestigd, zodat ze zo efficiënt mogelijk met de beperkte hoeveelheid brandstof omgingen.
De tv-camera's waren eveneens een probleem. De foutmarge voor het tv-systeem was 1 op 50 bits, op deze manier kon de verkenner nog acceptabele opnames doorseinen. Maar de foutmarge voor andere wetenschappelijke instrumenten was veel kleiner: 1 op 10.000 bits. Indien men deze maatstaven ook aanlegde voor de camera's, bleek het onmogelijk om tijdens de passages met Mercurius voldoende opnames te maken. De sonde zou hier per foto te veel tijd voor nodig hebben. Als oplossing koos NASA voor twee verschillende, van elkaar onafhankelijke, communicatiekanalen voor het doorzenden van wetenschappelijke gegevens.
Tevens diende men de hoofdmotor te beschutten voor zowel directe zonnestraling als doorgeleide zonnewarmte naar het gedeelte met wetenschappelijke instrumenten. De oorspronkelijk oplossing, een afsluitbare klep op de uitlaat, was riskant. Indien de klep weigerde te sluiten raakte de motor oververhit en als deze afdekklep onverwachts niet opende terwijl de sonde zijn hoofdmotor aanzette dreigde een ramp. De oplossing lag in het gebruik van reflecterende verf op en polijsten van de uitlaat, gecombineerd met meervoudige isolatie van leidingen en brandstoftanks.
Ten slotte ging de standaard thermische teflon afscherming, gebruikt tijdens eerdere Mariner vluchten, op de schop. Het kon de sterke zonnestraling in de buurt van Mercurius niet weerstaan, maar het alternatief kapton voldeed evenmin. Bij hoge temperaturen (boven 354 °C) gedurende langere tijd bleek uit duurproeven dat dit materiaal bros werd. De oplossing hiervoor bleek glasvezel met een tefloncoating.

### Keuze van lanceerraket

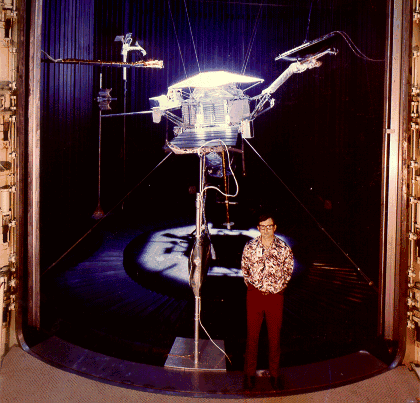
In de testkamer bij JPL

NASA lette streng op de uitgaven. Om goedkoper naar Mercurius te vliegen koos men voor een vluchttraject via Venus. Hierdoor kon, in plaats van de krachtige maar tevens prijzige Titan III-C,
de relatief goedkope Atlas-Centaur als draagraket worden ingezet.

### Eerst langs Venus
Het probleem is dat een sonde naar Mercurius veel snelheid moet verliezen, zodat deze dichter naar de zon valt en de baan van de planeet kruist. Dit kost echter erg veel brandstof. Een zwaartekrachtsslinger van Venus wijzigde de koers en snelheid van Mariner 10 dusdanig, dat dit mogelijk was zonder gebruik van raketmotoren. Het was wel zaak om hierbij uiterst nauwkeurig te werk te gaan. De maximale afwijking van de ideale koers tijdens de passage met Venus bedroeg slechts 400 km; was de afwijking groter dan miste de sonde Mercurius. De Mariner 10 kon zelf geen grote baanwijzigingen doorvoeren omdat de hoeveelheid brandstof aan boord hiervoor veel te gering was.

## Technische gegevens

### Afmetingen
De Mariner 10 was 3,70 m hoog en had een spanwijdte van 8 m. De sonde was een achthoekige doos met een diameter van 1,39 m en een hoogte van 46 cm. Deze verkenner woog 503 kg, waarvan 29 kg brandstof (hydrazine voor de hoofdmotor, stikstof voor de standregeling) en 79,4 kg aan instrumenten. De diameter van de grootste antenne was 1,39 m en deze sonde was in staat om maximaal 117,6 kilobits/sec over te seinen. Het maximale vermogen was 820 watt. Voor elektriciteit vertrouwde de sonde op twee zonnepanelen van ieder 2,29 m lengte en 97 cm breedte met een totale oppervlakte van 5,1 m².

### Wetenschappelijke instrumenten
De Mariner 10 voerde zeven wetenschappelijke instrumenten mee:
- Tv-camera's (2), die krachtig genoeg waren om op 400 m de krant te lezen, met een gezichtsveld van ½ × ½°. Deze waren geplaatst achter telescopen die zowel horizontaal als verticaal konden bewegen en beschikten onder andere over blauwe, gele en ultravioletfilters. Er bestond tevens de mogelijkheid om opnames met een grotere hoek (11 × 14°) maar van mindere kwaliteit te maken. Voornaamste taken waren het wolkendek van Venus in kaart brengen en Mercurius te cartograferen, diens doorsnede en omwentelingssnelheid vast te stellen en interessante gebieden onder de loep te nemen. Verder onderzocht men hiermee de komeet Kohoutek.
- Infrarood radiometer voor onderzoek naar de oppervlakte van Mercurius en het wolkendek van Venus. Dit gebeurde in de spectraalbanden 7½-14 en 34-55 micrometer, wat overeenkomt met temperaturen van respectievelijk 200-700 K en 80-340 K.
- Extreem ultraviolet spectrometer. Deze zocht in de Mercuriaanse atmosfeer naar sporen van waterstof, helium, koolstof, zuurstof, argon en neon. Het functioneerde op golflengtes van 304 tot 1659 ångström.
- Ultraviolet occultatie spectrometer, die de bedekking van de zon door Mercurius mat.
- Magnetometers (2) voor onderzoek naar de magnetosfeer. Een paar drieassige, van de zon afgeschermde, sensoren op een 6,10 m lange mast. De sensoren waren op verschillende posities bevestigd. De sensor die het dichtst bij het ruimtescheepje zelf was gemonteerd merkte veranderingen in het magnetisch veld van Mariner 10 zelf op, waardoor de resultaten met de buitenste sensor konden worden vergeleken en betrouwbaarder waren.
- Telescoop voor opsporing van geladen deeltjes. Tijdens de vlucht naar Mercurius onderzocht deze de zonne-en intergalactische kosmische straling, om erachter te komen wat voor effect de heliosfeer op de kosmische straling had. Tijdens de passages met Mercurius zocht het apparaat naar geladen deeltjes in de nabijheid van de planeet. Het bestond uit twee gedeelten. Een lage-energietelescoop die protonen kon waarnemen tussen 0,4 en 9 MeV en alfadeeltjes tussen 1,6-25 MeV. De hoge-energietelescoop spoorde elektronen op tussen 200 KeV-30 MeV, protonen met energie groter dan 0,55 MeV en alfadeeltjes met een energie van meer dan 40 MeV.
- Plasma analysator. Om de wisselwerking van de zonnewind en Mercurius te meten was kennis van de snelheid en richting van de zonnewind onontbeerlijk. Daarnaast was ook het meten van de zonnewind binnen de baan van Venus belangrijk, aangezien toentertijd geen enkel ruimtevaartuig zo dicht bij de zon was gekomen. Hij bestond uit twee gedeelten. Twee naar de zon gerichte elektrostatische analysators die positieve ionen en elektronen detecteerde en een enkele naar achteren gericht die alleen elektronen mat.

## Lancering

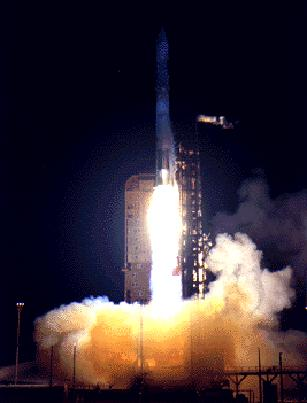
Lancering van Mariner 10 op 3 november 1973

De Mariner 10 werd gelanceerd op 3 november 1973 met een Atlas-Centaur draagraket vanaf platform 36B op Cape Canaveral.
Het lanceervenster had een zeer beperkte duur van slechts 1½ uur. Deze datum bood de gelegenheid om met zo min mogelijk energie Mercurius te bereiken.

### Problemen na lancering, instrumententest
Na 25 minuten in een parkeerbaan om de Aarde ging de verkenner op weg naar Venus. Ze nam enkele foto's van de maan en aarde en ook de rest van de boordinstrumenten werd getest. Dat ging niet van een leien dakje: de verkenner had behoorlijk wat technische problemen.
Zo bleef een beschermkap over een detector hangen, functioneerde de cameraverwarming niet en resette de boordcomputer zich op onverwachte momenten. Het probleem met de detector kon niet worden opgelost. De camera's bleven op weg naar Venus aanstaan om nog enige warmte in de camera's op te wekken; het risico van snellere slijtage en dus slechtere foto's was aanzienlijk kleiner dan de kans op schade door de kou. Bovendien moest NASA het vaartuig regelmatig opnieuw afstellen door het grillige gedrag van de boordcomputer.
Na een dag of tien kwam er een probleem bij: na een koerswijziging richtte een zoeker van het oriëntatiesysteem zich op een heldere schilfer verf die van de sonde afbladderde. Dit loste zich wel op, maar het probleem van afbladderende verf hield aan tijdens de rest van de vlucht.
Terwijl Mariner 10 wegvloog, analyseerde de ultravioletspectrometer de aarde om te controleren of ook deze naar behoren zijn werk deed.
Astronomen waren in hun nopjes met 900 scherpe opnamen van de noordpool van de maan (van gebieden met 3 km doorsnede), want de verwachte beeldscherpte bij Mercurius lag driemaal zo hoog. Eindelijk kregen ze kans om fatsoenlijke beelden van die planeet te maken, in plaats van vage telescoopbeelden vanaf de Aarde.

### Vlucht naar Venus
Tijdens de vlucht naar Venus voerde Mariner 10 op 13 november 1973 en 21 januari 1974 twee koerswijzigingen door. In januari 1974 onderzocht de sonde de komeet Kohoutek. Op 13 november ontbrandde de hoofdmotor gedurende 20 seconden (snelheidsverschil 7,8 m/sec) en verbruikte hierbij 1,8 kg brandstof.
In eerste instantie leek deze goed te zijn verlopen (1½ % afwijking), maar op 28 november bleek na baanberekeningen een aanvullende koerscorrectie noodzakelijk. De robot zou Venus 1380 km te ver passeren en bovendien twee minuten vroeger dan gepland onze buurplaneet voorbijvliegen. Zonder een nieuwe baancorrectie zou Mariner 10 de planeet Mercurius op anderhalf miljoen kilometer voorbijvliegen.
Op 21 januari 1974 ontbrandde de hoofdmotor daarom opnieuw gedurende 3,8 seconden (snelheidsverschil 1,3 m/sec). Na een evaluatie van tien dagen bleek dat Mariner 10 Venus nu op slechts 27 km van het oorspronkelijk geplande punt zou passeren. Vier dagen tevoren gebeurde er iets onverwachts. Op een commando van de grond om de instrumentverwarming uit te zetten schakelde de cameraverwarming, die nooit had gewerkt, zich plots in. Een opluchting voor de vluchtleiding, die vreesde dat de camera's door bevriezing niet goed meer functioneerden.
Op 4 februari naderde de robotverkenner zijn eerste doel, Venus, met een snelheid van 29.600 km/uur op een afstand van 640.000 km.

### Passage met Venus

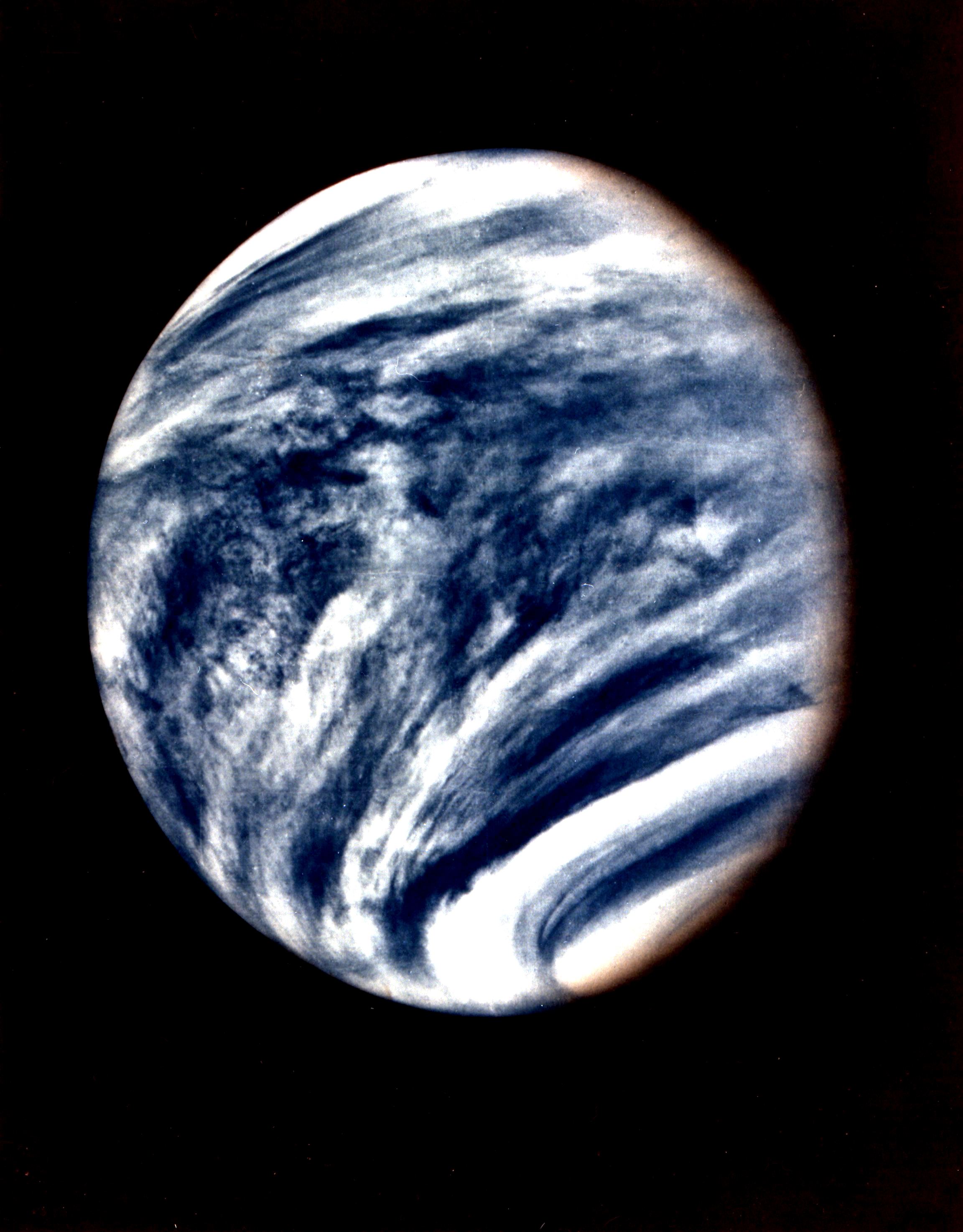
De planeet Venus door Mariner 10

Mariner 10 vloog Venus voorbij op 5 februari 1974. De kortste afstand tot Venus was 5768 km.
De eerste foto van Venus maakte de verkenner op 8000 km. Met behulp van een ultraviolet filter maakte de sonde 3400 opnames van de Venusiaanse atmosfeer. Geleerden waren enigszins verbaasd dat ze daarin duidelijk zichtbare details konden herkennen. Het dichte wolkendek bleek eens in de vier dagen om de planeet te draaien, maar liefst zestig keer sneller dan de planeet zelf ronddraait. Dit wees op uiterst krachtige luchtstromingen, die door verschillende sondes inderdaad werden aangetoond. Zij maten snelheden van 100 à 150 m/sec op 150 km hoogte. De wolkentoppen hadden zowel aan dag- als nachtzijde een temperatuur van 250 K.
Zo haalden twee Franse astronomen jaren later alsnog hun gelijk. Charles Boyer en Henri Camichel ontdekten vanaf de Pic-du-Midi sterrenwacht (bij zeer goed weer) met ultravioletfilters al jaren voor de Mariner 10 missie dat het wolkendek eens in de vier dagen ronddraaide. Zij keken naar de beweging van zwakke vlekkerige details in het wolkendek.
Maar radarwaarnemingen vanaf de aarde wezen op een rotatietijd van 243 dagen voor de planeet Venus, dus moest volgens collega-astronomen ook het wolkendek die tijd nodig hebben om rond de planeet te draaien. Radar was modern, 243 én 4 dagen konden nooit tegelijk kloppen, dus hun bevindingen schoof men terzijde. Na jaren van wetenschappelijke haarkloverij dwongen de nieuwste foto's hun collegae eindelijk hun ongelijk aan Boyer en Camichel te bekennen.
Terwijl de sonde achter de planeet verdween en tijdelijk radiocontact verloor, legde hij opnames (4165 in totaal) en andere wetenschappelijke gegevens vast op tape om later naar de aarde te zenden. De bevindingen van Mariner 5 en Venera 4 betreffende de ionosfeer, dat de zonnewind blijkbaar niet rechtstreeks de atmosfeer kon binnendringen, werden bevestigd. Dat was vreemd, want volgens de magnetometer traden aanzienlijke veranderingen op in de zonnewind nabij Venus, terwijl diens magnetosfeer aanzienlijk zwakker is dan de aardse.

## Vlucht naar Mercurius
De passage met Venus leverde veel nuttige informatie op, nu ging de verkenner op weg naar zijn echte doel. Op 6 maart 1974 verspilde hij echter 40 minuten lang brandstof voor de standregeling, omdat zijn oriëntatiesysteem van slag raakte. Op 16 maart wijzigde de baan van de sonde opnieuw. Gedurende 51 seconden ontbrandde de hoofdmotor nogmaals en wijzigde de snelheid met 17,8 m/sec. Hierdoor zou Mariner 10 Mercurius aan de nachtzijde passeren en een half jaar later de planeet opnieuw voorbijvliegen. Deze manoeuvre kende een afwijking van 1%, waardoor de robot Mercurius 200 km dichter naderde.

### Eerste passage met Mercurius

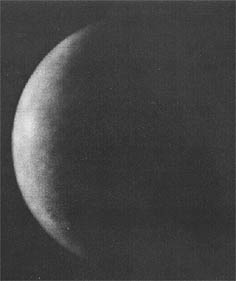
Een van de eerste foto's door Mariner 10 van Mercurius op 4,3 miljoen kilometer

Op 17 maart 1974 schakelde de vluchtleiding alle instrumenten, behalve de camera's, in om te testen. Alles functioneerde uitstekend. Bijna een week later, op 23 maart en op een afstand van 5,3 miljoen km, ontving NASA de eerste foto van Mercurius. Deze eerste foto's hadden echter een matige beeldkwaliteit. Zij toonden wazige details tot 400 km grootte.

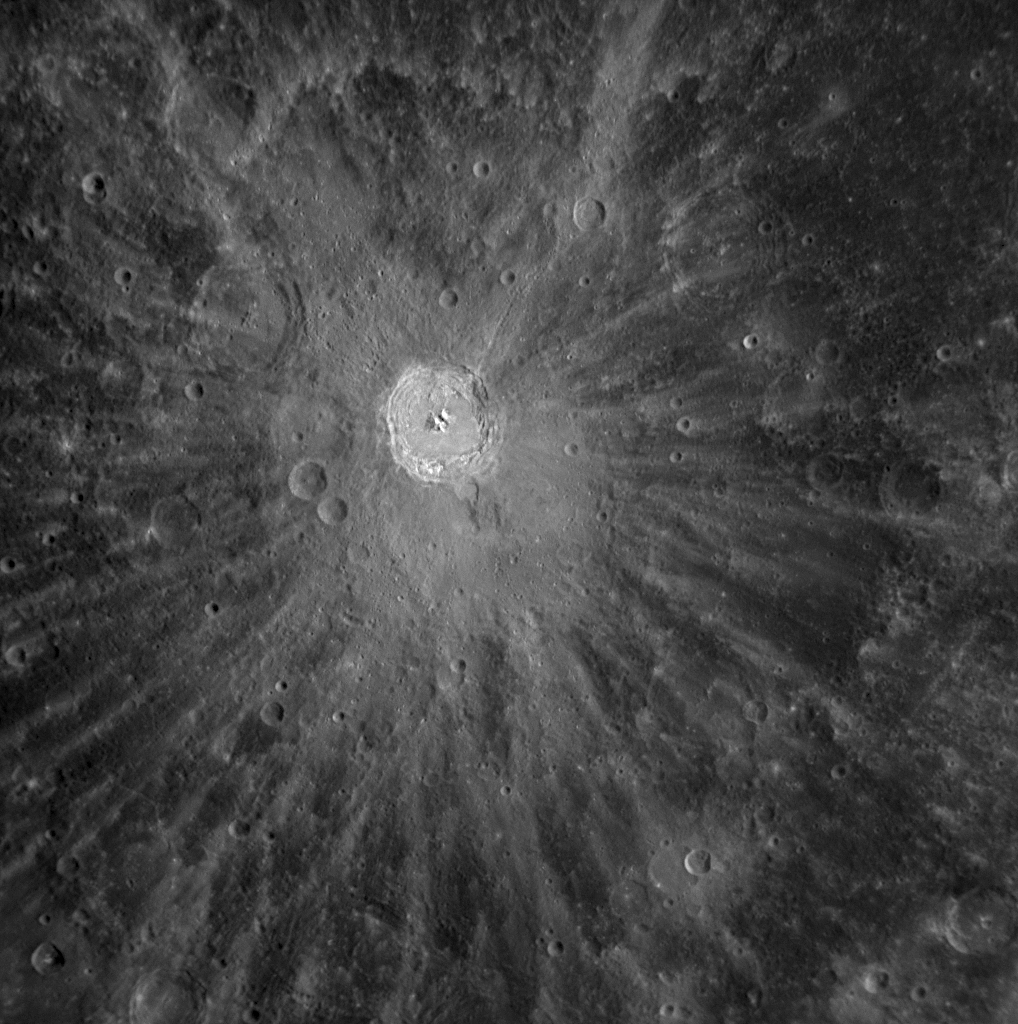
Kuiperkrater op Mercurius

Op 25 maart wezen duidelijkere foto's erop, dat de oppervlakte van Mercurius veel op onze maan leek en was bezaaid met kraters. De Mariner 10 had nog 3½ miljoen kilometer voor de boeg. Met de eerste herkenbare heldere vlek op de foto's eerde NASA de enige maanden daarvoor overleden professor Gerard Kuiper, die veel voor NASA's maan- en planetenonderzoek had betekend, en doopte deze 62 km brede krater de Kuiperkrater. Op 29 maart passeerde de verkenner Mercurius op een afstand van slechts 689 km.

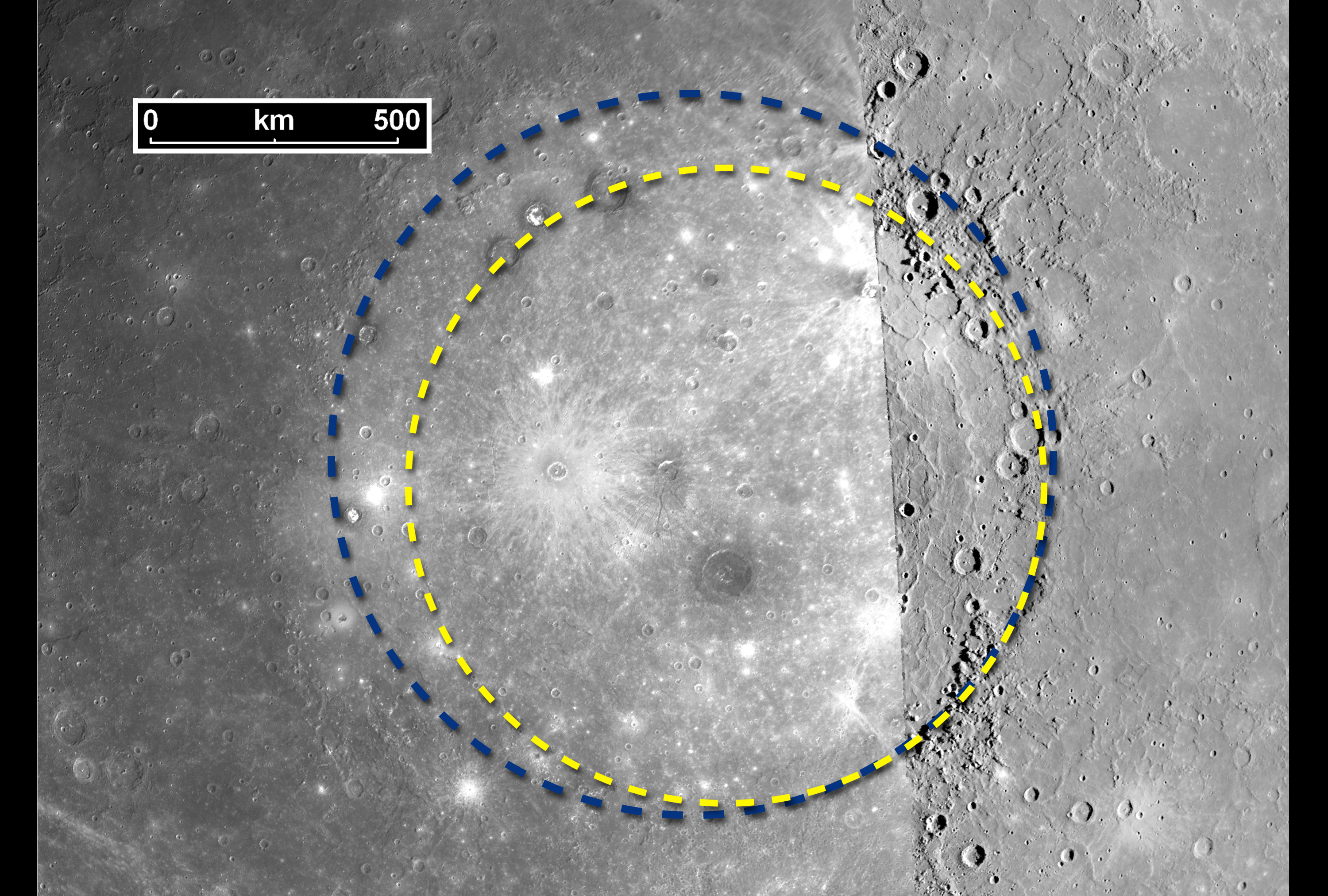
Een samengestelde opname van het Calorisbekken, die het belang van een gunstige lichtval tijdens het maken van foto's illustreert. Het rechtergedeelte legde Mariner 10 in 1974 vast, de linkerhelft seinde MESSENGER over in 2008. Het Calorisbekken heeft een grotere diameter dan verondersteld. De gele lijn geeft de inschatting uit 1974 (1300 km) weer, de blauwe die uit 2008 (1550 km)

Terwijl de sonde Mercurius voor de eerste keer achter zich liet, ontdekten wetenschappers een groot cirkelvormig bekken op de evenaar met gebergten er omheen, het Calorisbekken. In eerste instantie schatten wetenschappers de diameter hiervan op 1300 km. Bijna 35 jaar later bleek uit nieuwe opnames door MESSENGER dat Caloris met bijna 1550 km groter was dan verondersteld. Op 28 maart seinde Mariner 10 iedere 42 seconden een opname over. Tijdens het laatste halfuur van de nadering verdween de sonde achter Mercurius. De bandrecorder aan boord functioneerde goed en sloeg alle foto's op om later te verzenden. Tot 3 april werden foto's genomen, toen was het ruimtevaartuig alweer op 3½ miljoen km afstand. In totaal nam de sonde tijdens deze eerste passage 2300 foto's.
Mariner 10 merkte een zwak magnetisch veld op en temperatuurmetingen wezen erop, dat er grote verschillen in dag en nacht bestonden: tussen -183 en 187° C. Wanneer Mercurius dicht bij de zon staat, kan het wel 650 K (377 °C) zijn. Deze verschillen zijn groter dan bij enig andere planeet in het zonnestelsel. Recenter onderzoek bepaalde de minimum- en maximumtemperatuur op -173 °C respectievelijk 426 °C.
Uit aanvullende metingen bleek, dat het gehele oppervlak was bedekt met een dunne stoflaag, hetgeen werd veroorzaakt door de voortdurende grote temperatuurswisselingen en het intense bombardement van zonnedeeltjes waardoor bodemmateriaal aan de oppervlakte verpulverde.

### Op weg naar tweede passage
Kort na de eerste passage ondervond de geplaagde sonde nieuwe problemen. De bandrecorder schakelde zich eerst verscheidene malen in en uit zonder zich te storen aan commando's van de grond; daarna vertikte het apparaat het voorgoed. Bovendien slonk de brandstofvoorraad tot een bedenkelijk niveau.
Opnieuw was een baancorrectie noodzakelijk, in twee gedeeltes gesplitst om oververhitting van de motor te voorkomen. Op 9 mei 1974 vond de eerste correctie plaats middels een snelheidsverandering van 50 m/sec, een dag later gevolgd door een van 27,6 m/sec. Hierdoor zou Mariner 10 nogmaals Mercurius passeren, ditmaal op 47.913 km. Op 2 juli voerde NASA opnieuw een koerswijziging uit van 3,32 m/sec; de motor werkte gedurende 18,8 sec. Vanaf de aarde bezien bevond de verkenner zich achter de zon, dus alle communicatie was verbroken. Tot grote opluchting van de vluchtleiding deed de boordcomputer op dit cruciale moment geen gekke dingen. Zonder deze correctie zou de afstand de tweede maal slechts 34.000 km bedragen; vooral het dreigende brandstofgebrek dwong NASA tot deze ingreep.

### Tweede passage
Op 21 september 1974 was Mariner 10 terug op zijn oude positie in een baan rond de zon met een omlooptijd van 176 dagen. Mercurius heeft een omlooptijd van 88 dagen, was in de tussentijd dus twee keer om de zon gedraaid en bevond zich eveneens op dezelfde positie.
Tijdens deze tweede passage zond Mariner 10 gedurende drie dagen 500 foto's naar de aarde. Ruim de helft van de dagzijde werd in kaart gebracht, onder andere het gebied rond de Zuidpool. De geleerden zagen op deze nieuwe opnamen geen duidelijk afwijkende landschappen en concludeerden dat de opnamen van de eerste passage representatief waren voor geheel Mercurius. De nadruk dit keer lag op het maken van foto's, aangezien de sonde te ver weg bleef voor andere taken. Wel merkte het vaartuig, net als tijdens de eerste passage, sporen van helium op en grote kliffen die doorliepen tot het poolgebied.

### Voortijdig einde van missie dreigt

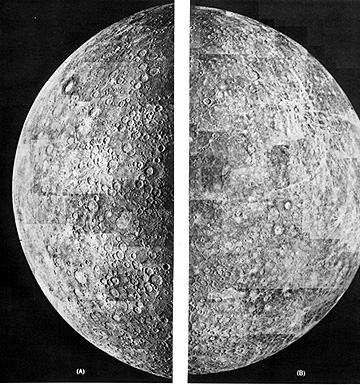
Fotomozaïek van Mercurius

De brandstofvoorraad was in principe voldoende voor drie passages. Echter op 6 oktober 1974 raakte de sensor van het veelgeplaagde oriëntatiesysteem, die al sedert de lancering een uitermate irritant probleemgeval was gebleken, nogmaals van slag. Hierdoor ging de robotverkenner ongecontroleerd tuimelen. De stuurraketjes sloegen om de haverklap aan, waardoor er voor slechts 160 dagen brandstof resteerde. De sonde zou, voor deze Mercurius een derde keer aandeed, door zijn brandstof heen zijn.
NASA vond een oplossing door het vaartuig in een min of meer gecontroleerde rol te houden, waardoor slechts een kwart van de normale hoeveelheid brandstof voor standregeling nodig was. Zo kon de sonde – mits er verder niets fout liep – Mercurius toch bereiken. Er werden drie baancorrecties uitgevoerd, die nu wel gecompliceerd waren. Door de gelijktijdige Pioneer- en Heliosprogramma's kon Mariner 10 slechts 20% van de tijd gevolgd worden.

### Opnieuw problemen
Maar een paar dagen voor de derde passage tastte het oriëntatiesysteem opnieuw mis. Alle radiocontact ging verloren en de grote antennes op Aarde waren gereserveerd voor Pioneer 11 en Helios I. De timing kon niet beroerder. Juist op dat moment bereikte Helios I zijn perihelium en zat Pioneer 11 in de buurt van Jupiter. De Heliosvluchtleiding bleek gelukkig niet te beroerd om hun onfortuinlijke collega's te hulp te schieten. Vanuit een grote antenne in Madrid schoten krachtige radiosignalen de ruimte in om de verbinding te herstellen.
Deze poging slaagde. Slechts luttele uren voordat de kortste afstand tot Mercurius zou worden bereikt, reageerde Mariner 10.

### Derde passage
Op 16 maart 1975 vloog Mariner 10 voor de laatste maal over de planeet op een hoogte van 327 km. Het belangrijkste doel van de derde passage was gegevens over het magnetisch veld verzamelen. Verder nam de sonde interessante gebieden op foto's, gemaakt tijdens de eerste passage, uitgebreider onder de loep. Het in eerste instantie waargenomen magnetisch veld bleek inderdaad van Mercurius zelf afkomstig en werd niet veroorzaakt of versterkt door de zonnewind.
Mercurius en onze maan lijken vooral uitwendig op elkaar: de grotere dichtheid geeft aan, dat Mercurius er van binnen anders uitziet. De planeet moet een grote kern hebben die veel ijzer bevat. Mercurius heeft, in tegenstelling tot de maan, veel steile honderden kilometers lange hellingen. Mariner 10 toonde aan, dat de dampkring onder andere argon, neon en helium bevatte, maar heel ijl is.

## Einde van de missie
Op 24 maart 1975 kwam een einde aan deze geslaagde ruimtevlucht. Het vaartuig maakte een ongecontroleerde draai: de brandstofvoorraad was uitgeput. NASA zond een laatste commando naar hun sonde: "Radiozender uitschakelen" en Mariner 10 zweeg voorgoed.
Dit betekende tevens het einde van het Marinerprogramma, dat in totaal 554 miljoen dollar kostte. Van de tien missies mislukten er slechts drie en een succespercentage van 70% voor interplanetaire vluchten gold zeker in die tijd als alleszins acceptabel.
Mariner 1 · Mariner 2 · Mariner 3 · Mariner 4 · Mariner 5 · Mariner 6 · Mariner 7 · Mariner 8 · Mariner 9 · Mariner 10